# 두산위브더제니스
두산위브더제니스(Doosan We've the Zenith)는 두산건설의 초고층 주상복합 아파트 브랜드이다. 2005년 12월 대구광역시 수성구 범어2동에 위치한 대구 두산위브더제니스 건설을 시작으로 포항 두산위브더제니스, 해운대, 일산 등에 초고층 고급 주상복합 건물을 건설하고 있다.

## 주요 건물
- 해운대 두산위브더제니스
- 일산 두산위브더제니스
- 범어 두산위브더제니스
- 사직 두산위브더제니스
- 포항 장성 두산위브더제니스
- 신정 두산위브더제니스
- 청계천 두산위브더제니스
- 김해 센텀 두산위브더제니스
- 해운대 동백 두산위브더제니스
- 두산위브더제니스 하버시티
- 두산위브더제니스 센트럴 사하
- 울산문수로 두산위브더제니스
- 두산위브더제니스 센트럴 여의
- 두산위브더제니스 양산
- 김해율하 더스카이시티 제니스&프라우
- 금남로 중흥-S클래스 & 두산위브더제니스
- 뉴센트럴 두산위브더제니스
- 신동백 두산위브더제니스
- 두산위브더제니스 센트럴 원주

## 같이 보기
- 마천루
- 마천루 목록
- 두산
- 두산건설
- 두산중공업